# 電撃スパロボ!
『電撃スパロボ!』（でんげき‐）は、バンダイナムコゲームス制作のコンピュータゲーム『スーパーロボット大戦ORIGINAL GENERATIONシリーズ』を題材とした、アスキー・メディアワークスが発刊していたホビー雑誌の「電撃ホビーマガジン」に掲載されていた連載企画。
同誌が休刊し「電撃ホビーウェブ」へと移行したことに伴い、現在は『週刊 電撃スパロボ!』のタイトルでネット配信されている。

## 概要
2002年に発売されたゲームボーイアドバンス用ソフト『スーパーロボット大戦ORIGINAL GENERATION』とのタイアップ企画として、『スーパーロボット大戦ORIGINAL GENERATION』のタイトルで2002年11月号から連載がスタートした。ボークスが制作した立体物の紹介および通販、コトブキヤの『スーパーロボット大戦ORIGINAL GENERATIONプラキットシリーズ』の作例などが主な内容で、『スーパーロボット大戦シリーズ』のプロデューサー寺田貴信のコラムやインタビュー、設定資料なども掲載されている。
後述するムックに合わせ、2009年3月号から連載タイトルが『電撃スパロボ!』に変更されている。

## ムック版
連載内容を再編集したものが電撃ムックシリーズとして2005年7月から発刊されている。内容は本誌連載の再編集に加え、八房龍之助やマーシーラビットらによる描き下ろしのイラストや漫画・ピンナップイラスト等。このムックに連載されている短編漫画は『スーパーロボット大戦OGクロニクル』のタイトルで単行本化されている。
2009年11月6日発売のVol.10以降、続刊が途絶えていたが、2012年11月28日より電撃ホビーマガジン増刊号として『電撃スパロボ魂!』の名称で再開された。また、『超機人 龍虎王伝奇』の連載もムック内で再開されている。
通常版

1. ISBN 9784840231176 (初版：2005/7/7)
2. ISBN 9784840232593 (初版：2005/11/11)
3. ISBN 9784840233293 (初版：2006/3/30)
4. ISBN 9784840235297 (初版：2006/7/30)
5. ISBN 9784840236713 (初版：2006/11/30)
6. ISBN 9784840238373 (初版：2007/4/15)
7. ISBN 9784840240444 (初版：2007/10/5)
8. ISBN 9784840242417 (初版：2008/3/30)
9. ISBN 9784048673013 (初版：2008/9/12)
10. ISBN 9784048681001 (初版：2009/11/6)

魂版
1. 2013冬号 JAN 4910164660131 (初版：2012/11/28)
2. 2013春号 JAN 4910164660438 (初版：2013/02/28)
3. 2013秋号 JAN 4910164660148 (初版：2013/11/27)
4. 2015春号 JAN 4910164660353 (初版：2015/02/14)
5. 2018春号 ISBN 9784048937641 (初版：2018/03/29)

SP版
- 電撃スパロボ!SP ディバイン・ウォーズ ISBN 9784840237703 (初版：2007/2/20)
- 電撃スパロボ!SP OG Official Book（『第2次スーパーロボット大戦OG』の予約特典）(ゲームソフト発売日：2012/11/29)